# Nachhaltige Unternehmensführung
Nachhaltige Unternehmensführung stellt einen integrativen und holistischen Managementansatz dar, der auf die Berücksichtigung und das Management der Nachhaltigkeit im und durch das Unternehmen fokussiert ist. Dabei werden die drei Dimensionen der Nachhaltigkeit berücksichtigt: Die Ökonomie, die Ökologie und das Soziale.

## Begriffsbestimmung
Der Begriff der nachhaltigen Unternehmensführung wird nur im Deutschen in dieser Weise gebraucht. International spricht man in der Regel von Corporate Sustainability, Responsible Business Conduct, Corporate Responsibility oder Corporate Social Responsibility (CSR). Das Nationale CSR-Forum 2009 definiert CSR als

„[…] nachhaltige Unternehmensführung im Kerngeschäft, die in der Geschäftsstrategie des Unternehmens verankert ist.“

Weiterhin beschreibt die Europäische Kommission CSR als ein Konzept,

„[…] das den Unternehmen als Grundlage dient, auf freiwilliger Basis soziale Belange und Umweltbelange in ihre Unternehmenstätigkeit und in die Wechselbeziehungen mit den Stakeholdern zu integrieren.“

Der nachhaltigen Unternehmensführung, CSR und den anderen erwähnten Begriffen ist gemein, dass sie die Unternehmensverantwortung und damit auch die Rolle des Unternehmens in der Gesellschaft thematisieren. Diesen grundlegenden Aspekt thematisiert auch der Begriff der Corporate Citizenship.

## Grundsätze für Nachhaltigkeit in der Unternehmensführung
Nach Grüninger (2009) existieren fünf Grundsätze der Nachhaltigkeit in der Unternehmensführung:
1. Ziel: langfristige Erhaltung des Unternehmens
2. Umsetzung der Nachhaltigkeit im strategischen und operativen Geschäft
3. Bildung eigener Indikatoren der nachhaltigen Unternehmensführung
4. Erfolg der nachhaltigen Unternehmensführung durch Orientierung an Werten und Regeltreue
5. Umsetzung der Basisprinzipien nachhaltiger Unternehmensführung: Solidarität, Transparenz und Risikomanagement

Insbesondere sollte das Geschäftsmodell insgesamt nachhaltig sein.

## Möglichkeiten der Übernahme von Verantwortung für eine nachhaltige Entwicklung
Will ein Unternehmen Verantwortung für nachhaltige Entwicklung übernehmen, so muss es festlegen, wie dies umgesetzt werden soll. Nachhaltige Unternehmensführung lässt sich daran messen, wie Betriebe adäquate Lösungen entwickeln, um ökonomische, soziale und natürliche Ressourcen zu erhalten. Folgende Punkte nach Figge u. a. (2004) sollten dabei berücksichtigt werden:
- Treffen von Entscheidungen für das Betrachtungsobjekt:  Produkte, Prozesse oder Dienstleistungen können nachhaltig gestaltet werden. Branche und Region beeinflussen dabei die konkrete Umsetzung der Maßnahmen.

- Einbezug einer nachhaltigen Entwicklung in die unternehmerische Entscheidungsfindung:  Wirtschaftliche (Sach- und Finanzkapital), ökologische (Naturkapital) oder soziale Ziele (Humankapital) können verfolgt werden. Die wichtigsten Kategorien für die Bestimmung von Handlungsfolgen sollten dabei bestimmt werden.

- Bestimmung von Nachhaltigkeit für einen bestimmten Zeitraum und Lebenszyklus:  Bei der Beachtung sozialer und ökologischer Ziele sollten Optimierungen für längere Zeiträume verfolgt werden, anstatt einer kurzfristigen Vermehrung des Finanz- und Sachkapitals. Weiterhin ist zu bestimmen, für welche Phase des Lebenszyklus (Gewinnung von Rohstoffen, Herstellung, Transport, Nutzung, Entsorgung, Recycling) eine Verbesserung angestrebt wird.

- Ausmaß der Einbindung von Verantwortung für eine nachhaltigere Entwicklung in Entscheidungen:  Auf der Basis der Entscheidungen zu Zeitraum und Lebenszyklus, sind Handlungsziele zu entwickeln, für deren Umsetzung zahlreiche Instrumente zur Verfügung stehen: Soziale Managementstandards wie AA1000, Umweltkostenrechnung sowie Umweltmanagement nach DIN EN ISO 14001 und EMAS sind nur einige Beispiele. Am wichtigsten ist, dass Nachhaltigkeit durch die Unternehmensführung strategisch im Betrieb und in der Unternehmenskultur verankert wird. Der Einbezug wichtiger Stakeholder und holistischen Denkens, die Verstärkung durch organisationale Lernprozesse sowie die Art und Weise der Nachhaltigkeitsmessung und der Umweltberichterstattung sind hierbei von nicht zu vernachlässigender Bedeutung.

## Integration von Nachhaltigkeit in die Funktionsbereiche des Unternehmens

### Beschaffung
Bei einer ökologieorientierten Materialwirtschaft erfolgt die Beschaffung der benötigten Einsatzgüter derart, dass sowohl die betriebliche Ressourcenbindung als auch die Beanspruchung der Umwelt identifiziert und verringert wird. Besonders im Hinblick auf die immer knapper werdenden, nicht regenerierbaren Ressourcen ist dies von zunehmender Bedeutung. Ein umweltorientiertes Beschaffungsmanagement setzt daher vermehrt regenerative Rohstoffe ein, implementiert umweltschonende Produktionsprozesse sowie Produkte und vermeidet Verfahren und Stoffe, die sich negativ auf die Umwelt auswirken.
Eine besondere Bedeutung kommt der Orientierung in Richtung einer Kreislaufwirtschaft zu, bei der Abfälle und Nebenprodukte im Herstellungsprozess wiederverwendet werden. Sie orientiert sich an natürlichen Ökosystemen, in denen zirkuläre Prozesse vorherrschen. Die Umweltbelastung kann dabei durch eine effiziente Kreislaufwirtschaft erheblich verringert werden.

### Produktion
Durch die Leistungserstellung im Unternehmen wird die Umwelt gleich in doppelter Weise beansprucht. Als Input für den Produktionsprozess werden ihr Ressourcen entnommen und als Output fallen neben den Produkten, die am Ende ihrer Lebenszeit wiederum entsorgt werden müssen, unerwünschte Nebenprodukte an.
Das Unternehmen kann hierbei in den Bereichen Input, Verfahren bzw. Produktion und Output betriebliche Anpassungsmaßnahmen zur Umweltschonung umsetzen. Neben den Maßnahmen zur ökologieorientierten Beschaffung können umweltbelastende durch umweltverträgliche Inputfaktoren ersetzt, Einsatzmengen verringert sowie Stoffe in Verbindung mit Recyclingkonzepten wiederverwertet bzw. -verwendet werden. Des Weiteren ist es möglich, Produktionsverfahren umweltgerecht zu gestalten, Stoff- und Energieströme an eine Kreislaufwirtschaft anzupassen und Strategien für die Entsorgung nicht wiederverwendbarer Stoffe umzusetzen.

### Absatz und Marketing
Im Bereich Absatz eröffnet sich die Möglichkeit, den Kunden mit seinem Kaufverhalten in die Ansätze der ökologieorientierten Unternehmensführung zu integrieren. Im ökologischen Marketing werden Strategien und Maßnahmen umgesetzt, welche die Belange des Umweltschutzes berücksichtigen. Je nach der spezifischen Situation des einzelnen Unternehmens kann die Anpassung einzelner Marketinginstrumente bis hin zur Ausrichtung des gesamten Marketing-Mix erforderlich sein.
Meffert und Kirchgeorg (2000) formulieren folgende mögliche Ansatzpunkte für die Gestaltung einer ökologischen Marketingpolitik:

#### Produktpolitik
- Reduzieren der im Herstellungsprozess hervorgerufenen Umweltbelastungen
- Ersetzen knapper durch ausreichend vorhandene Ressourcen
- Gewährleistung einer umweltfreundlichen Nutzung der Produkte durch Kundendienst
- Herstellung von Produkten, die Rohstoffe schonen und recyclebar sind

#### Preispolitik
- Ökologische Orientierung der Preisdiskriminierung
- Einbinden von Ressourcenknappheit und Umweltverschmutzung in die Preiskalkulation
- Ausgleichskalkulation zugunsten umweltschonender Produkte

#### Kommunikationspolitik
- Ausweitung der Bekanntheit ökologischer Probleme
- Informationen über umweltschonende Prozesse und Produkte
- Verkaufsförderung mit Umweltbezug
- Informationen über Umweltauswirkungen des Absatzprogramms
- Ökologiebezogene Öffentlichkeitsarbeit

#### Distributionspolitik
- Sicherstellung des Rückflusses von gebrauchten Produkten (Retrodistribution)
- Implementierung einer ressourcenschonenden Organisation des Absatzes
- Vermeidung von Landschaftszerstörung durch absatzorganisatorische Vorkehrungen

### Umweltkostenrechnung und -management
Neben Art und Höhe der Umweltbelastungen erfordern Entscheidungsfindungen im Unternehmen auch Informationen über die Kosten der Umweltauswirkungen. Die transparente Gestaltung der gegenseitigen Abhängigkeit von finanziellen und ökologischen Zielen ist Aufgabe der Umweltkostenrechnung, während in der konventionellen Kostenrechnung Umweltkosten keine Berücksichtigung finden. Dabei handelt es sich um „Einzel- bzw. Gemeinkosten, die durch betriebliche Maßnahmen zur Vermeidung, Verminderung und Beseitigung von Umwelteinwirkungen entstehen, z. B. Personalkosten für den Umweltschutzbeauftragten, Abschreibungen auf Umweltschutzinvestitionen, Beraterhonorare für den Aufbau eines Umweltmanagementsystems, Abfall- und Abwassergebühren als Bestandteil der öffentlichen Abgaben etc.“
Bei der Umweltkostenrechnung werden für umweltschutzinduzierte Kosten, die von den konventionellen Kosten abgespalten und eigenständig betrachtet werden, neue Kostenarten und -stellen gebildet. Diese müssen entsprechend dem Verursacher auf die Endkostenstellen umgelegt sowie mit geeigneten Mengen- und Wertschlüsseln auf die Kostenträger verrechnet werden.

### Personal und Organisation
Soll ein Umweltmanagementsystem in ein Unternehmen implementiert werden, so ist das Personal ein entscheidender Faktor für dessen Erfolg. Der organisatorische Wandel muss unter Beachtung einer Effizienzverbesserung sorgfältig geplant werden. Es existieren zwei Möglichkeiten wie eine ökologische Orientierung in einem Betrieb umgesetzt werden kann: Das Personal kann über Normen und Werte in Richtung einer Umweltkultur beeinflusst werden oder es werden Informations-, Weisungs- und Kontrollkompetenzen vergeben. Wegen der starken Wechselwirkung beider Ansätze, sind Mischformen zwischen Kultur und Struktur realistisch.
Damit Umweltaspekte in Entscheidungen, Routinen und Handlungen des Unternehmensalltags Berücksichtigung finden, sind nach Pfriem (1996) u. a. bestimmte organisatorische Rahmenbedingungen wesentlich:
- Einbindung ökologischer Aspekte in Fachfunktionen und Aufgaben der Mitarbeiter
- Durchsetzung einer umweltorientierten Personalentwicklung
- Integration ökologischer Aspekte in das Ziel- und Beurteilungssystem der Entscheidungsträger
- Integration der ökologischen Fachfunktionen
- Notwendigkeit der Implementierung eines nach ökologischen Bezügen orientierten Steuerungs-, Planungs- und Kontrollinstrumentariums

## PESTEL-Analyse als Modell zur nachhaltigen Unternehmensführung
Die PESTEL-Analyse (auch als PESTLE bezeichnet) ist ein Modell zur Analyse des Makroumfelds eines Unternehmens und stellt eine Erweiterung der STEP-Analyse dar. Das Modell beschreibt sechs unterschiedliche Einflussfaktoren auf die Strategiewirksamkeit eines Unternehmens:
- Politische Faktoren (Political)
- Ökonomische Faktoren (Economic)
- Sozio-Kulturelle Faktoren (Socio-cultural)
- Technologische Faktoren (Technological)
- Ökologische Faktoren (Environmental)
- Rechtliche Faktoren (Legal)

Für einen Manager ist bei der Durchführung der PESTEL-Analyse darauf zu achten, dass die aktuellen und zukünftigen Veränderungen der einzelnen Einflussfaktoren bei der Untersuchung mitbetrachtet werden. Dies kann letztendlich in eine hohe Komplexität der Analyse münden, zumal die einzelnen Faktoren in Beziehung zueinander stehen und nicht ausschließlich separat voneinander betrachtet werden können.

## Die Rolle von Stakeholdern
Stakeholder bzw. Anspruchsgruppen spielen eine große Rolle innerhalb der Planung einer nachhaltigen Unternehmensführung sowie bei der Steuerung des Transformationsprozesses hin zu einer nachhaltigen Unternehmensführung. Der Begriff Stakeholder umfasst dabei

„[… ] alle Personen, Gruppen und Institutionen, die einen Einfluss auf die Erreichung der Unternehmensziele nehmen oder deren eigene Zielerreichung von der Unternehmung beeinflusst wird.“

Hierbei sind zwei Arten von Anspruchsgruppen zu unterscheiden, externe sowie interne Stakeholder. Externe Stakeholder entsprechen dabei marktlichen (z. B. Kunden, Lieferanten, Gewerkschaften), politisch-rechtlichen (z. B. Behörden, Parteien, Gerichte) und öffentlichen (Öffentlichkeit, Kirchen, Medien) Anspruchsgruppen, wohingegen interne Stakeholder die einzelnen Unternehmenseinheiten (Standorte, Töchter) sowie die individuellen Mitarbeiter umfassen.
Für das Unternehmen ist es unabdingbar relevante interne und externe Stakeholder zu identifizieren sowie Strategien und Möglichkeiten zum Umgang mit ihnen festzulegen. Ein solches Vorgehen dient dabei primär zur Festlegung des Umgangs mit einzelnen Anspruchsgruppen um eventuelle Kooperationspartner zu identifizieren sowie potentiellen Gefährdungen durch die mögliche Einflussnahme einzelner Parteien frühzeitig zu erkennen.
Zur Festlegung relevanter Anspruchsgruppen haben sich zwei Konzepte, das strategische Anspruchsgruppenkonzept sowie das normativ-kritische Anspruchsgruppenkonzept etabliert. Ersteres orientiert sich primär an der Stärke des Einflusses eines Stakeholders auf das Unternehmen und dessen Tätigkeiten. Einflussreiche Anspruchsgruppen werden somit präferiert. Im normativ-kritischen Anspruchsgruppenkonzept werden hingegen die Ansprüche aller Stakeholder gleichberechtigt behandelt sofern diese ethisch begründbar sind. Im Sinne eines rational handelnden Unternehmens sollte jedoch nicht zwangsweise eine Trennung der Konzepte, sondern vielmehr eine Verknüpfung derselben anzuraten.